# ロッククライミング調査
ロッククライミング調査（ロッククライミングちょうさ）とは、ロッククライミングの技術を使って、難所・高所に取り付いて行う調査作業形態の呼称。
調査の内容や要求される精度に応じて実施体制は様々であり、主に専門知識を持たない登山経験者が実施する場合にロッククライミング調査と呼ぶ。調査専門技術者自身が調査対象に直接取り付いて実施するのは稀である。　近年では岩壁や急峻斜面を調査対象とする場合（岩壁登攀調査）には、地質調査に関する専門技術が、コンクリートや鉄骨などの人工構造物を調査対象とする場合には、構造物調査に関する専門技術が要求されることが多く、安全面の観点からも、特殊高所技術を有する専門技術者が実施する調査へと移行しつつある。

## 歴史
ロッククライミング調査が日本で本格的に開始したきっかけは、平成8年度に実施された新しい点検要領（財団法人 道路保全技術センター）にもとづく念入りな道路防災総点検であった。　これを機に、岩盤崩落や落石事故を防止するために、それまでの遠望だけでなく、実際に近接目視で、岩壁や急峻斜面での岩盤状況や浮石状況を精度よく調査するニーズが高まった。　このニーズに応える形で開始されたロッククライミング調査であったが、開始当初は、ロッククライミング経験者が、ロッククライミング技術（正確にはアルパイン・クライミング技術）・器材を流用していたので、作業上の制約があり、落石誘発やロープ切断など安全上の問題も大きかった。　さらに、調査結果の成果品としての取りまとめ方法も、従来の平面図を主体とする取りまとめ方法は岩壁にはそぐわないため、試行錯誤の繰り返しであった。　一時期はNETIS（国土交通省新技術情報提供システム）に登録されていたこともあるが、公共事業に適用する技術としては不適格であるという理由で登録を抹消された非常に不安定な技術（手法）である。欧米諸国では、高所作業など危険を伴う業務について、自己の責任の下、実施される場合がほとんどであるのに対し、日本国内においては、事業者責任を問われることとなる為、近年では、より安全性の高い特殊高所技術を用いた調査方法へと移行しつつある。　

## 同義語
- クライミング調査
- ロッククライム調査

## 類義語
- ロッククライミング作業 - ロッククライミング技術を使った作業形態。